# Universidad Las Palmas CF
Maillots
L'Universidad Las Palmas CF est un club de football espagnol basé à Las Palmas de Gran Canaria, fondé en 1994 et disparu en 2011.
Le club joue ses matchs à domicile au Stade Pepe Gonçalvez, doté de 3 000 places.

## Histoire
Le club évolue une seule fois en Segunda División, lors de la saison 2000-2001. Lors de cette unique saison passée en D2, le club se classe 20e du 22, avec 8 victoires, 15 défaites et 19 nuls.
Entre 2000 et 2002, le club joue ses matchs à domicile au Stade municipal de Maspalomas.
Le club évolue à 12 reprises en Segunda División B (troisième division). Il se classe premier de son groupe à trois reprises, en 2000, 2003 et 2006.

## Bilan saison par saison
| Saison    | Division           | Place | Copa del Rey      |
| --------- | ------------------ | ----- | ----------------- |
| 1994-1995 | Segunda Regional   | 1er   |                   |
| 1995-1996 | Primera Regional   | 1er   |                   |
| 1996-1997 | Insular Preferente | 1er   |                   |
| 1997-1998 | Tercera División   | 1er   |                   |
| 1998-1999 | Segunda División B | 2e    | 1er tour          |
| 1999-2000 | Segunda División B | 1er   |                   |
| 2000-2001 | Segunda División   | 20e   | 1er tour          |
| 2001-2002 | Segunda División B | 4e    |                   |
| 2002-2003 | Segunda División B | 1er   |                   |
| 2003-2004 | Segunda División B | 10e   |                   |
| 2004-2005 | Segunda División B | 2e    |                   |
| 2005-2006 | Segunda División B | 1er   | Tour préliminaire |
| 2006-2007 | Segunda División B | 4e    | 3e tour           |
| 2007-2008 | Segunda División B | 6e    | 2e tour           |
| 2008-2009 | Segunda División B | 12e   | 3e tour           |
| 2009-2010 | Segunda División B | 4e    |                   |
| 2010-2011 | Segunda División B | 5e    |                   |

- 1 saison en Segunda División (D2)
- 12 saisons en Segunda División B (D3)
- 1 saison en Tercera División (D4)
- 1 saison en Insular Preferente (D5)
- 1 saison en Primera Regional (D6)
- 1 saison en Segunda Regional (D7)